# Phrataria
Phrataria là một chi bướm đêm thuộc họ Geometridae.

## Các loài
Bao gồm các loài:
- Phrataria transcissata – Walker, 1863